# Nokia Lumia 530
Nokia Lumia 530 — смартфон начального уровня, разработанный Microsoft Mobile, на операционной системе Windows Phone 8.1.
10 ноября 2014 г. корпорация Майкрософт выпустила его преемника Microsoft Lumia 535, с 5-дюймовым IPS-экраном большего размера, двойным тапом для пробуждения, датчиком освещения, защитным стеклом Corning Gorilla Glass 3, 8 ГБ встроенной памяти (против 4 ГБ), 1 ГБ оперативной памяти (против 512 МБ), более ёмким аккумулятором, 1905 мАч (против 1430mAh), 5 МП фронтальной камерой (фронтальная камера отсутствует), авто-фокус задней камеры (vs фиксированный фокус), и светодиодной вспышкой (вспышки нет)

## Дисплей
В Lumia 530 установлен 4-дюймовый сенсорный экран. Углы обзора немного хуже по сравнению с другими телефонами из линейки Lumia.

## Программное обеспечение
В Lumia 530 установлен Windows Phone 8.1 Lumia Cyan (с возможностью обновления до «Denim»), а также здесь установлено эксклюзивное программное обеспечение: Mix Radio и Карты Here (зависит от страны и поставщика).
Также планировалось выпустить обновление до Windows 10 Mobile, но компания Microsoft заявила, что отклонила его, так как в 512 мб обнаружили ошибки, не позволяющие совершать обновления).

## Варианты
Есть вариант с Dual SIM, также в зависимости от страны цвета поставки могут отличаться.